# Pölle 10 (Quedlinburg)

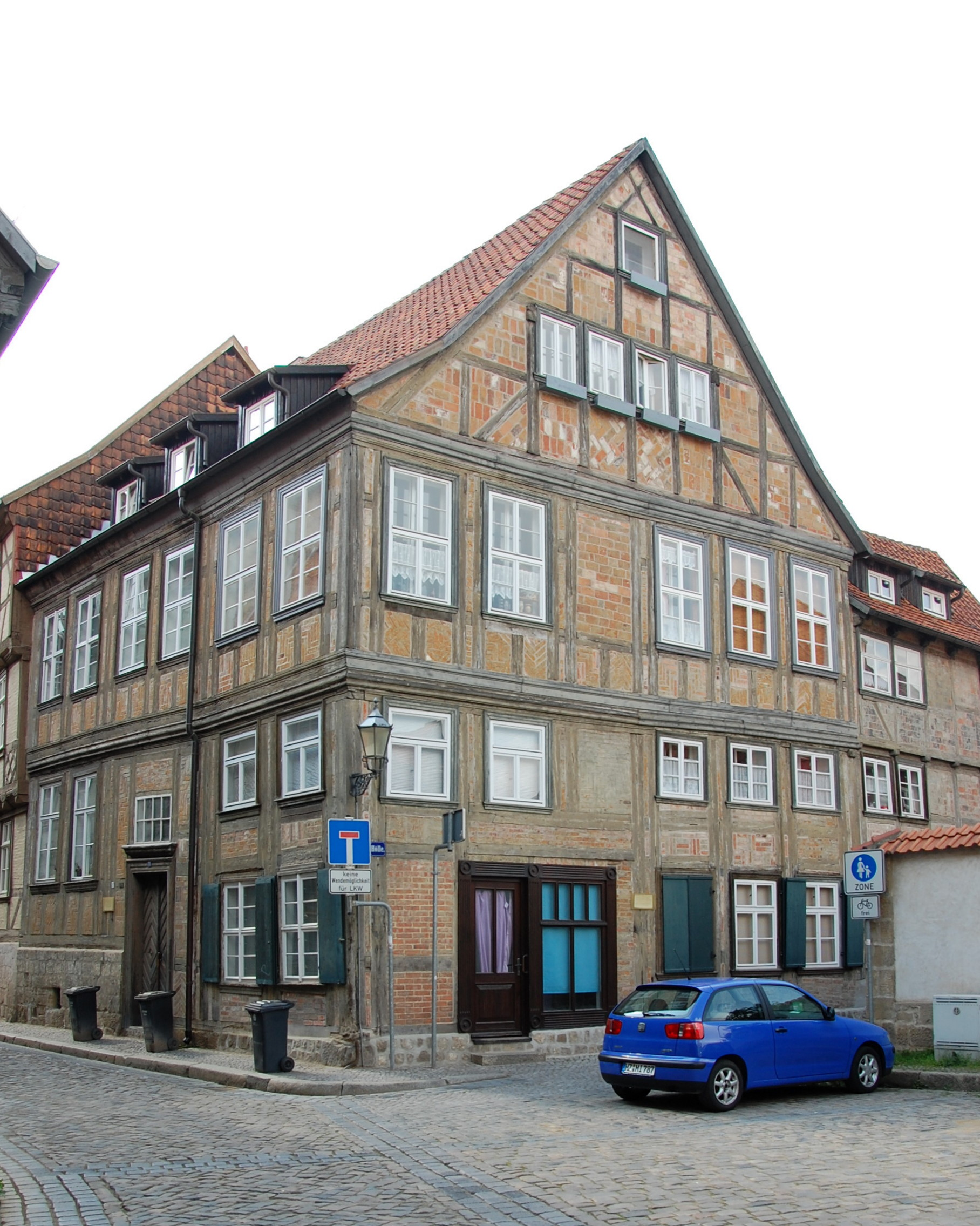
Haus Pölle 10

Das Haus Pölle 10 ist ein denkmalgeschütztes Gebäude in der Stadt Quedlinburg in Sachsen-Anhalt.

## Lage
Es befindet sich südöstlich des Marktplatzes der Stadt auf der Nordseite der Straße Pölle an einer Ecksituation zur östlich einmündenden Straße Hölle. Das Gebäude gehört zum UNESCO-Weltkulturerbe und ist im Quedlinburger Denkmalverzeichnis als Wohnhaus eingetragen. Westlich grenzt das gleichfalls denkmalgeschützte Haus Pölle 9 an.

## Architektur und Geschichte
Das zweigeschossige Fachwerkhaus entstand nach einer Bauinschrift im Jahr 1709. Als einem der ersten Bauten in Quedlinburg kam es an der Fassade dieses Hauses zum Einsatz einer Profilbohle. Darüber hinaus verfügt es über Brüstungsständer. Die Gefache sind mit Zierausmauerungen versehen. Im Erdgeschoss des Gebäudes ist ein Zwischengeschoss angeordnet.
Im Gebäudeinneren befindet sich eine barocke Treppe. Auf dem Hof des Anwesens steht ein ebenfalls in Fachwerkbauweise errichteter Gebäudeflügel, der zeitgleich mit dem Vorderhaus entstand.
Ende des 20. Jahrhunderts wurde das Gebäude saniert.